# حي الربوة (الرياض)
حي الربوة هو حي سكني يتبع بلدية الملز في شرق مدينة الرياض، عاصمة المملكة العربية السعودية. يحده الطريق الدائري الشرقي إلى الشرق وطريق صلاح الدين الأيوبي إلى الجنوب، وتشتهر المنطقة بمعالمها التجارية مثل أسواق العثيم، لولو هايبر ماركتس، بنك الإنماء، مكتبة جرير، بالإضافة إلى الحدائق الحضرية مثل حديقة النهضة وحديقة الربوة.